# Joachim Schachtner

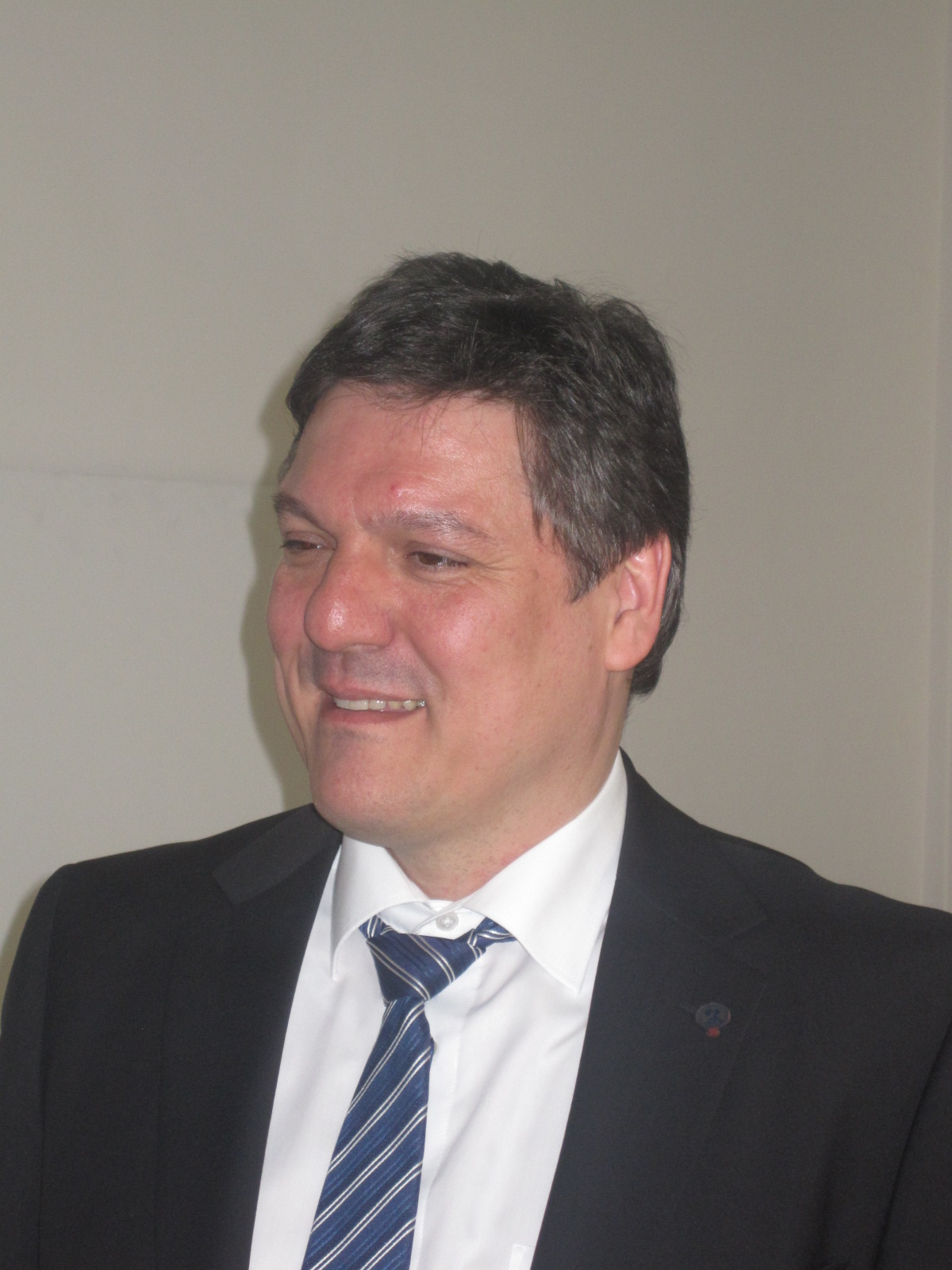
Joachim Schachtner (2012)

Joachim Schachtner (* 1. Mai 1963 in Deggendorf) ist ein deutscher Biologe und politischer Beamter (SPD). Seit dem 8. November 2022 ist er Staatssekretär im Niedersächsischen Ministerium für Wissenschaft und Kultur. Zuvor war er ab dem 1. Januar 2021 Vorsitzender der Landeshochschulkonferenz (LHK) Niedersachsen.

## Leben
Nach dem Zivildienst studierte Schachtner zwischen 1984 und 1990 Biologie an der Universität Regensburg und promovierte 1994 am Institut für Zoologie der TU München. Anschließend war er Postdoc bzw. wissenschaftlicher Mitarbeiter in Regensburg, an der University of Washington, Seattle (USA), und an der Philipps-Universität Marburg. Von 2000 bis 2018 war er Arbeitsgruppenleiter für Tierphysiologie und Neurobiologie am Fachbereich Biologie der Universität. Im Jahr 2004 wurde er außerplanmäßiger Professor am Fachbereich, 2006 folgte die Habilitation für die Fächer Zoologie und Tierphysiologie und zwischen 2010 und 2018 war er Vizepräsident für Informations- und Qualitätsmanagement der Philipps-Universität Marburg.
Ab 1. Januar 2019 bis zu seiner Ernennung zum Staatssekretär im November 2022 war er Präsident der Technischen Universität Clausthal.
Schachtner engagiert sich seit 2010 in der ständigen Kommission für Digitalisierung in der Hochschulrektorenkonferenz (HRK), im Aufsichtsrat der HIS eG (seit 2014) und seit 2016 im Stiftungsrat der Stiftung für Hochschulzulassung (SfH). Außerdem ist er seit 2018 in der Allianz der deutschen Wissenschaftsorganisationen aktiv, seit 2019 Mitglied und Sprecher der ständigen Kommission „Digitalisierung“ der niedersächsischen Landeshochschulkonferenz und seit 2020 Aufsichtsratsvorsitzender des Energie-Forschungszentrums Niedersachsen (EFZN).
Am 8. November 2022 wurde Schachtner zum Staatssekretär im Niedersächsischen Ministerium für Wissenschaft und Kultur ernannt. Er ist Mitglied der SPD.